# 阿古斯丁·加馬拉
阿古斯丁·加馬拉（Agustín Gamarra，1785年8月27日—1841年11月18日）是一位秘魯總統，1829年至1833年、1838年至1841年在位。
加馬拉反對秘魯-玻利維亞邦聯的建立。1838年他自任秘魯總統，並在隔年與智利合作擊敗安德烈斯·德·桑塔·克魯斯率領的邦聯軍隊。1841年，加馬拉在對抗玻利維亞的因加維戰役中陣亡。